# Lindia torulosa
Lindia torulosa ist eine Art der Gattung Lindia aus dem Stamm der Rädertierchen (Rotatoria).

## Beschreibung
Die Tiere werden 250 bis 600 µm lang und besitzen einen wurmförmigen Körper. Ihr Fuß ist kurz, zweigliedrig und mit kleinen Zehen ausgestattet. Über dem Gehirn befindet sich ein roter Augenfleck. Auf der Stirn befindet sich ein breiter Kopflappen. Auf beiden Seiten des Kopfes liegt jeweils ein dünnes, langgestieltes „Wimperohr“. Ältere Tiere sind orangerot bis gelblich gefärbt.
Lindia torulosa ernährt sich vor allem von Blaualgen, deren Fäden die Tiere mit ihrem hochspezialisierten Kauapparat abkneifen und verschlingen. Ihre Bewegungen sind langsam.

## Verbreitung
Lindia torulosa lebt im Süßwasser vor allem in Filzen der Blaualge Oscillatoria und ernährt sich von deren Fäden.